# Landskapssvampar
Landskapssvamparna togs fram i samråd mellan svampvänner i Sverige på 1980-talet.

## Lista över landskapssvampar
| Landskap      | Landskapssvamp                                         | Bild |
| ------------- | ------------------------------------------------------ | ---- |
| Blekinge      | Jätteticka                                             |      |
| Bohuslän      | Öronmussling                                           |      |
| Dalarna       | Sandsopp                                               |      |
| Dalsland      | Smörsopp                                               |      |
| Gotland       | Rödbrun jordstjärna                                    |      |
| Gästrikland   | Fjällig taggsvamp                                      |      |
| Halland       | Blodsopp                                               |      |
| Hälsingland   | Blek taggsvamp                                         |      |
| Härjedalen    | Gulkremla                                              |      |
| Jämtland      | Blodriska                                              |      |
| Lappland      | Tegelröd björksopp                                     |      |
| Medelpad      | Fårticka                                               |      |
| Norrbotten    | Stenmurkla                                             |      |
| Närke         | Stolt fjällskivling                                    |      |
| Skåne         | Ängschampinjon                                         |      |
| Småland       | Koralltaggsvamp                                        |      |
| Södermanland  | Svart trumpetsvamp                                     |      |
| Uppland       | Karl Johan (Stensopp)                                  |      |
| Värmland      | Sotvaxskivling                                         |      |
| Västerbotten  | Rimskivling (Rynkad tofsskivling, pudrad tofsskivling) |      |
| Västergötland | Scharlakansröd vaxskivling                             |      |
| Västmanland   | Trattkantarell                                         |      |
| Ångermanland  | Sillkremla                                             |      |
| Öland         | Vårmusseron                                            |      |
| Östergötland  | Kantkremla                                             |      |